# Pornofilm

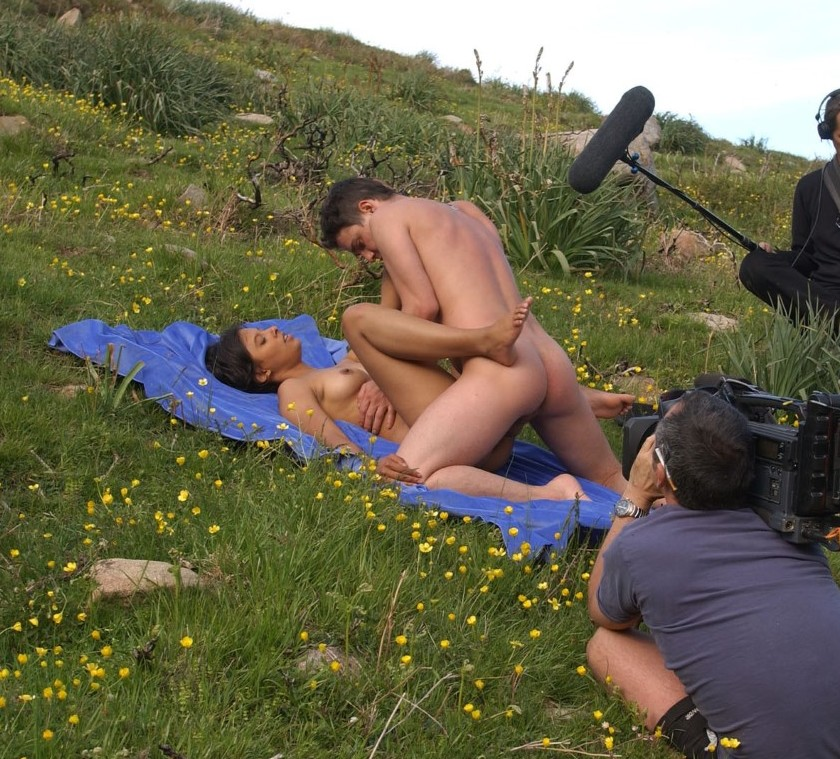
Darsteller und Filmcrew beim Dreh eines Pornofilms

Ein Pornofilm (oder pornografischer Film) ist die audiovisuelle Realisation der Pornografie im Medium Film. Pornografie wird oft definiert als unmittelbare und deutliche Darstellung menschlicher Sexualität und primärer Geschlechtsmerkmale, die die sexuelle Stimulierung des Konsumenten zum Ziel hat.
In der kunst- und filmwissenschaftlichen Auseinandersetzung ist dieser Definitionsversuch umstritten, wenngleich beispielsweise die Rechtswissenschaft unbedingt auf diese Definition angewiesen zu sein scheint. Die Abgrenzung zu Genrebegriffen wie Erotikfilm, der auch als Softporno bezeichnet wird, oder dem Sexfilm läuft ebenfalls über das Kriterium der Unmittelbarkeit und Deutlichkeit. Trotz allem sind die Genreübergänge fließend und nicht trennscharf zu ziehen.
Pornografische Filme sind in der Bundesrepublik Deutschland seit 1975 nicht mehr grundsätzlich strafrechtlich verboten. Sie unterliegen jedoch bestimmten jugendschutzrechtlichen Bestimmungen, die zum Beispiel die Bewerbung und den Verkauf reglementieren. Nach der derzeitigen Rechtslage schreibt der § 15 (2) JuSchG vor, dass pornografische Filme genau so wie indizierte Filme zu behandeln sind. Strafrechtlich verboten ist dagegen die so genannte harte Pornografie, also Gewaltpornografie, Tierpornografie, Kinderpornografie und (seit 2008) Jugendpornografie.

## Geschichte

### Erotische Filme

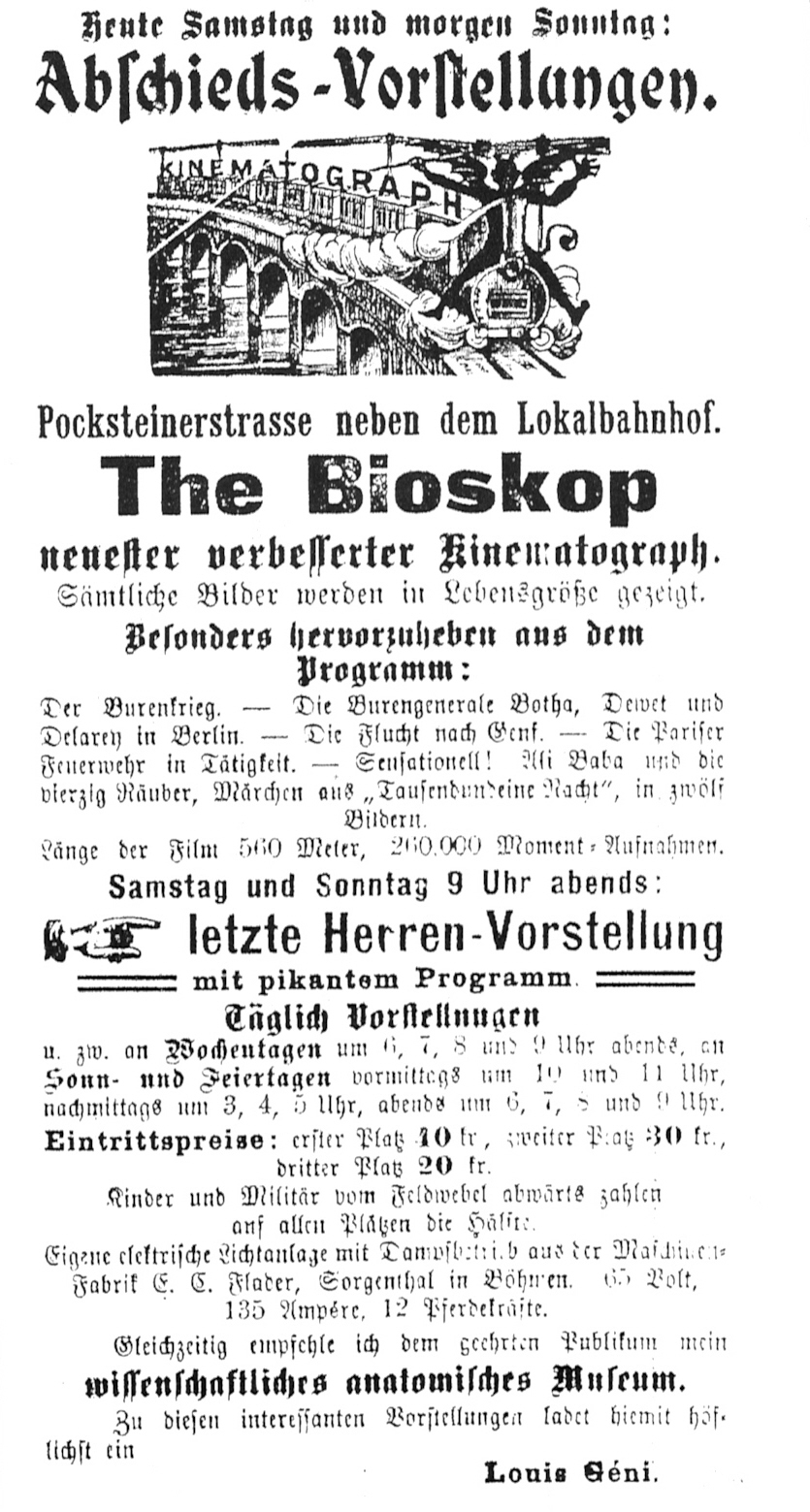
Zeitungsinserat eines Wanderkinos mit Hinweis auf „Herren-Vorstellung mit pikantem Programm“, 1903

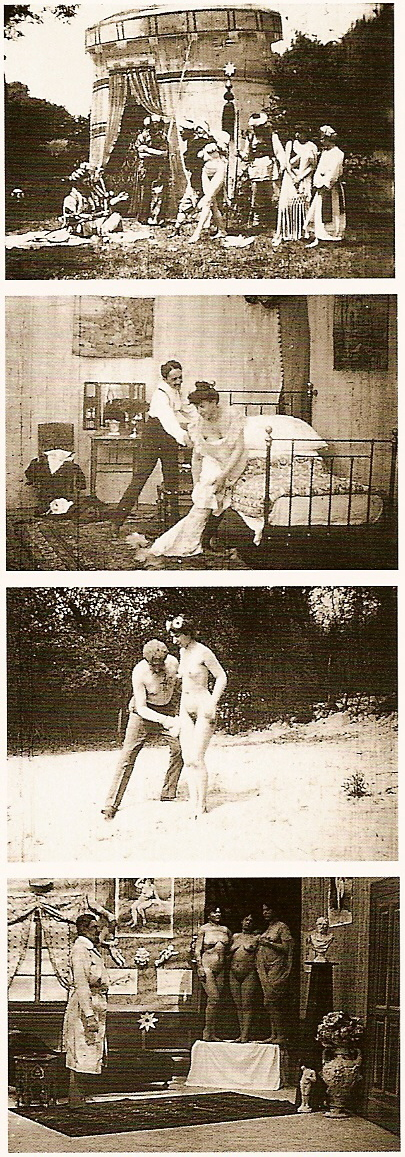
Bilder aus einem Stummfilm aus dem Jahr 1906

Der älteste erhaltene Erotikfilm – Inhalt ist eine Entkleidungsszene – stammt von Eugène Pirou und Albert Kirchner, der für Pirou unter dem Künstlernamen „Léar“ Regie führte. Der Film Le Coucher de la Mariée von 1896 zeigte Mlle. Louise Willy beim Striptease.
Die erste voyeuristische Szene dürfte allerdings bereits im Trickfilm autour d'une cabine (1893/1894) von Émile Reynaud zu sehen sein. Georges Méliès Film Après le bal zeigt als ganzen Filminhalt nur die Entkleidung einer jungen Frau, die vom Ball zurückkehrt. Freilich waren zu dieser frühen Zeit die Filmaufnahmen nie länger als fünf bis zehn Minuten.
In den Erotikfilmen des deutschsprachigen Raums wurde Erotik häufig mit Humor kombiniert. Ein frühes Beispiel hierfür ist etwa der Film Endlich allein, der 1896 und 1897 in ganz Österreich-Ungarn erfolgreich lief. Hierbei ist ein Mann zu sehen, der seine Ehefrau heimlich auf der Toilette beobachtet und alle Anstrengungen unternimmt, um nicht entdeckt zu werden. Der Film war laut Bozner Zeitung so komisch, dass er „den ärgsten Hypochonder zum Lachen bringen“ musste. Je nach Einstellung zum Erotikfilm wurde in Zeitungskritiken entweder die Komik eines Films besonders hervorgehoben oder die freizügigen Darstellungen kritisiert. Bis Ende des ersten Jahrzehntes des 20. Jahrhunderts hatten stetig zunehmende Proteste von Bürgern in vielen Ländern bereits zu strengen Zensurmaßnahmen oder Aufführverboten geführt. 1910 wurde in Paris sogar eine internationale Konferenz zur Bekämpfung der Pornografie einberufen, da die im Umlauf befindliche Menge erotischer Darstellungen bereits so große Ausmaße erreicht hatte.

### Erste pornografische Stummfilme
A L'Ecu d'Or ou la bonne auberge (Zum goldenen Ecu oder Die gute Herberge) aus dem Jahr 1908 ist laut Patrick Robertsons Film Facts der früheste pornografische Film, der definitiv datiert werden kann (“the earliest pornographic motion picture which can definitely be dated is A L'Ecu d'Or ou la bonne auberge.”). Es ist ein französischer Film, der einen müden Soldaten beim Rendezvous mit einer Kellnerin in einer Kneipe zeigt. El Sartorio aus Argentinien könnte noch älter sein; der Film wird zwischen 1907 und 1912 datiert. Robertson weist darauf hin, dass „die ältesten erhaltenen Pornofilme in der amerikanischen Kinsey Collection enthalten sind“ (“the oldest surviving pornographic films are contained in America's Kinsey Collection”). Ein Film zeigt, wie früh pornografische Konventionen etabliert waren. Der deutsche Film Am Abend (1910) ist „ein zehnminütiger Film, der mit einer Frau beginnt, die alleine in ihrem Schlafzimmer masturbiert, und anschließend Szenen von ihr mit einem Mann beim reinen Sex, Fellatio und Analverkehr zeigt“ (“a ten-minute film which begins with a woman masturbating alone in her bedroom, and progresses to scenes of her with a man performing straight sex, fellatio and anal penetration”). Die Ästhetik und Technik der Aufnahme legt jedoch ein späteres Entstehungsdatum nahe.
Die bedeutendste Sammlung historischer pornografischer Filme findet sich im Kinsey Institute for Sex, Gender and Reproduction an der Indiana University in Bloomington. Filme, die tatsächlich pornografische Handlungen aufwiesen, wurden häufig in adeligen Kreisen produziert und vertrieben.
Erhalten hat sich kaum ein „pikanter“ oder pornografischer Film aus jener Zeit. Generell gelten ca. 80 Prozent der Stummfilmproduktion als verloren.

### Tonfilmzeit

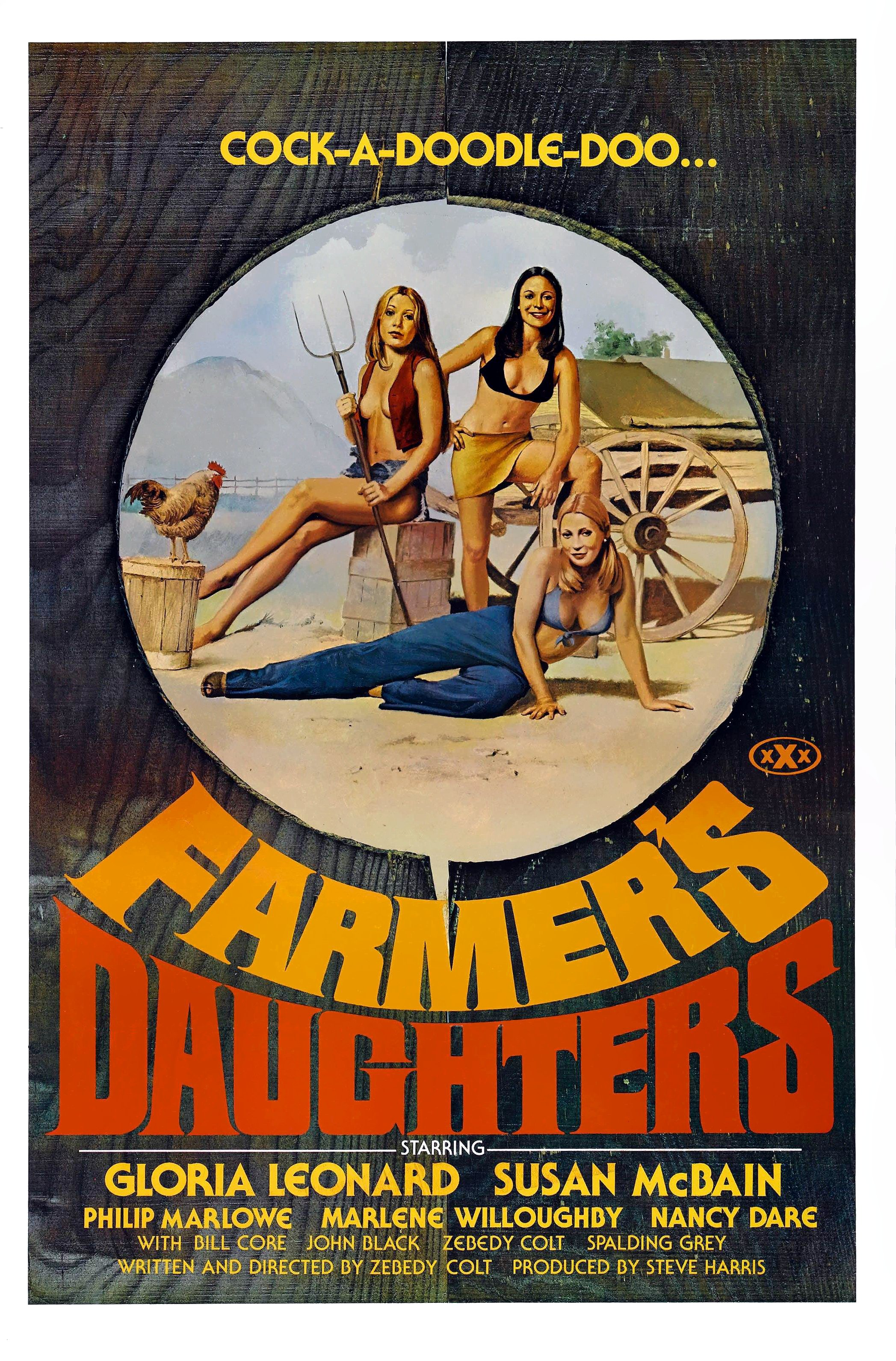
Cover des Pornofilms Farmer's daughters von 1974

Frühe  pornographische Filme wurden oft stag films genannt (engl. stag ‚Hirsch‘, im metaphorischen Sinne „Junggeselle“), da diese Filme meist in Herrenklubs, in Bordellen und in Verbindungshäusern der Studenten gezeigt wurden, also an männerexklusiven Orten, zu denen Frauen kaum Zutritt hatten. Die Phase der stag films – meist in Form von fünf bis 20 Minuten langen Kurzfilmen – dauerte bis zum Ende der 1960er Jahre. Bis dahin blieb der pornografische Film trotz filmtechnischer Entwicklungen und bis auf wenige Ausnahmen stumm und schwarzweiß. Als sie in den 1940er Jahren verboten waren, wurden die stag films oder blue films viele Jahre lang von Amateuren im Untergrund gedreht. Die Produktion eines Films nahm viel Zeit und Ressourcen in Anspruch, wobei die Leute ihre Badewanne nutzten, um den Film zu waschen, als Produktionseinrichtungen (die oft an das organisierte Verbrechen gebunden waren) nicht zugänglich waren. Die Filme zirkulierten dann privat oder über reisende Händler, obwohl man mit Gefängnisstrafen rechnen musste, wenn man beim Betrachten oder als Besitzer erwischt wurde.
In der Nachkriegszeit gab es weitere Entwicklungen, die die Entstehung eines Massenmarktes förderten. Die Einführung des 8-mm-Films und des Formats Super 8 sorgte für eine weite Verbreitung des Amateurfilms. Unternehmer entdeckten diesen Markt für sich. In Großbritannien waren die Produktionen von Harrison Marks Softpornos, wurden aber in den 1950er Jahren als schlüpfrig eingestuft. Auf dem Kontinent waren solche Filme expliziter. Lasse Braun war ein Pionier bei farbigen Qualitätsproduktionen, die er in den frühen Tagen mit Hilfe der diplomatischen Privilegien seines Vaters vertrieb. 1969 wurde die Pornografie in den Niederlanden legalisiert, was zu einer Explosion der kommerziell produzierten Pornografie führte. Da der Pornoproduzent nun einer legitimen Beschäftigung nachging, gab es für Geschäftsleute keine Beschränkungen bei Investitionen in vernünftige Ausrüstung, mit der man in der Lage war, Qualitätsprodukte in Massen und billig herzustellen. Große Mengen dieser neuen Pornografie, sowohl Magazine als auch Filme, wurden in andere Teile Europas geschmuggelt, wo man sie „unter dem Ladentisch“ verkaufte oder in nur für Mitglieder zugänglichen Kinos zeigte.
Als erster explizit pornografischer Film, der offiziell in US-Kinos gezeigt wurde, gilt Mona (auch bekannt als Mona the Virgin Nymph), eine 59-minütige Produktion aus dem Jahr 1970 von Bill Osco und Howard Ziehm, der anschließend mit einem relativ hohen Budget den Kultfilm Flesh Gordon drehte. Der Film Boys in the Sand von 1971 war der erste allgemein erhältliche homosexuelle Pornofilm; er führte als erster Pornofilm Credits für die Besetzung und den Stab ein (allerdings zum größten Teil unter Pseudonymen), parodierte den Mainstream-Film The Boys in the Band und erhielt eine Kritik in The New York Times. 1972 erreichten die Pornofilme in den USA einen Höhepunkt mit Deep Throat und Behind the Green Door, die von der Öffentlichkeit anerkannt und zum sozialen Phänomen wurden. 1973 folgte The Devil in Miss Jones, und viele sagten voraus, dass offenherzige Abbildungen von Sex auf der Leinwand bald alltäglich würden, aber die Kultur nahm eine andere Richtung, die solche Fantasien verhinderte. William Rotsler sagte 1973 zu diesem Thema: „Erotische Filme wird es weiterhin geben. Letzten Endes werden sie sich einfach mit dem filmischen Mainstream vermischen und als eigenes Subgenre verschwinden. Nichts kann das verhindern.“ (“Erotic films are here to stay. Eventually they will simply merge into the mainstream of motion pictures and disappear as a labeled sub-division. Nothing can stop this.”) In Großbritannien wurde Deep Throat jedoch erst 2000 in der ungeschnittenen Version anerkannt und erst im Juni 2005 öffentlich gezeigt.
Anfang der 1970er Jahre versuchte man durch die Aufnahme mit mehreren Kameras und die Aneinanderreihung einzelner „Nummern“ sexueller Darstellung den pornografischen Film zu verlängern. Es entstanden die ersten und heute noch gängigen „Featurefilme“ (Pornolangspielfilme).
Nachdem die Vorführung von Pornofilmen in Deutschland 1975 legalisiert wurde entstanden Sexkinos. In allen größeren Städten wurden PAM-Kinos eröffnet. Dabei stand PAM für Pub and Movies und wurde im Volksmund mit Papa auf Mama übersetzt. Die PAM-Kinos wurden offiziell als Gastronomiebetriebe geführt. Der Großteil des Eintrittpreises war angeblich für Getränke und so unterlief der Betreiber Auflagen der Behörden. Anfang der 1980er Jahre gab es in Deutschland 350 Sexkinos.
Nach der Einführung von Videos setzte ein Rückgang von Sexkinos ein.

### Heimvideo
In den 1980er Jahren ermöglichte das Aufkommen von Videosystem den vereinfachten privaten Konsum von Pornofilmen. So entschied auch die Pornoindustrie über das Vorankommen des Video-Formats VHS. Das von JVC entwickelte Format setzte sich gegen Konkurrenzsysteme durch, nachdem sich die Pornoproduktionsfirmen dazu entschieden, ihre Produkte mehrheitlich auf VHS zu vertreiben. Ähnliches wiederholte sich 2007 im Wettstreit zwischen Blu-ray und HD DVD, den erstere wiederum dank der Pornoindustrie für sich entscheiden konnte.
Heutzutage wird von der „Porno(film)industrie“ gesprochen. Ihren Umfang mögen folgende Zahlen verdeutlichen: Im Jahr 1987 wurden in der Bundesrepublik Deutschland etwa 500.000 Pornovideos ausgeliehen; bis ins Jahr 1999 stieg diese Zahl auf etwa 80 Millionen an. 2006 erschienen alleine in Deutschland mehr als 1000 neue Pornofilme pro Monat, der Umsatz der Branche wird auf ungefähr 800 Millionen Euro jährlich geschätzt. Damit gilt Deutschland nach den USA als der zweitgrößte Pornomarkt der Welt.

### Internetkonsum und neue Technologien
Die Popularisierung und Demokratisierung des Internets in den 1990ern ermöglichte schnellen und einfach Zugriff auf Pornografie. Viele technische Neuerungen wurden von Firmen entwickelt, die pornografische Inhalte im Netz anboten. Die Konferenz- und Buchreihe Arse Elektronika beschäftigt sich seit 2007 mit dieser mediengeschichtlichen Wechselwirkung, vor allem in Hinblick auf die Stimulation technologischer Entwicklung durch Pornografie. Ein Schwerpunkt liegt auch in der Analyse neu aufkommender Technologien für Pornofilme, z. B. Virtual Reality und Interactive Fiction. Johannes Grenzfurthner analysiert: „Von den tausende Jahre alten Höhlenzeichnungen einer Vulva bis zum neuesten Porno-Live-Stream – Technologie und Sexualität waren schon immer eng miteinander verbunden. Niemand kann vorhersagen, was die Zukunft bringen wird, aber der bisherige Lauf der Geschichte legt nahe, dass Sex auch in Zukunft eine essentielle Rolle in der technologischen Entwicklung spielen wird und dass Technologien und deren Anwendung die menschliche Sexualität gestalten. Wir dürfen nämlich nicht vergessen, dass wir eine sexuell motivierte und Werkzeuge verwendende Spezies sind. Die Frage ist also nicht ob, sondern wie diese Interaktion die Menschheit weiter verändern wird.“

## Genres
Pornofilme entwickelten in ihrer Geschichte eine Reihe verschiedener Genres und Produktionsformen. 2006 macht Slade drei Haupttypen aus: 
- Feature Film: angelehnt an den Spielfilm, weisen die „Features“ eine zumindest rudimentäre durchgehende Handlung auf, die sexuell explizite Szenen verbinden. „Features“ machen nur noch einen kleinen Anteil an der gesamten Pornproduktion aus, populär waren sie insbesondere in den 70er-Jahren.[23] Der vereinfachte Zugang zu günstigem Equipment mit dem 16-mm-Film in den 60er-Jahren hat zur wachsenden Verbreitung des Genres beigetragen.[24] Eine bis heute populäre Unterart ist die Adaption oder Parodie eines Mainstream-Films zu einem pornografischen Film. Auch hier entstanden bereits in den 1970ern Softcore-Adaptionen populärer Verfilmungen wie Bill Oscos Alice im Wunderland von 1976.[23] Die AVN-Awards prämierten noch bis 2020 die beste Porno-Parodie des Jahres.

- Gonzo: Im Gegensatz zum Feature verzichtet das Gonzo-Genre vollständig auf Handlung und reiht explizite Sexszenen aneinander. Dabei agieren Kameramann oder Regisseur nicht als unsichtbare Beobachter, sondern greifen ersichtlich ins Geschehen ein, indem sie Anweisungen geben, mit den Darstellern sprechen oder selbst an sexuellen Handlungen teilnehmen und selbst zu Darstellern werden. Etabliert wurde das Genre 1989 mit John Staglianos The Adventures of Buttman.[25] Eine Unterart hiervon sind die so genannten P. O. V.-Filme (Point of View), in denen die Kameraführung aus der Position eines (meist) männlichen Darstellers erfolgt und dem Zuschauer eine aktive Teilnahme suggeriert. Bislang gibt es kaum Gonzo-Pornofilme aus weiblicher Perspektive.[26]

- Fetisch: Fetischfilme sind fokussiert auf das spezifische Fetischobjekt. Nachdem dieses nicht unbedingt in explizit pornografischem Kontext inszeniert werden muss, weist der Fetischfilm eine lange Geschichte auf. Ab den 1940ern entstanden Filme in größerer Zahl, die Fetischinteressen von Unterwäsche und Corsagen bis hin zu BDSM bedienten und dabei die Zensur vermieden. Ab den 1960ern tauchten Fetische auch vermehrt in Hardcore-Produktionen auf.[22]

Tibbals macht weitere Formate und Fragmentierungsprozesse einerseits zeitlich zu einzelnen Clips sowie thematisch zu Sub-Genres aus. Neben Feature-Film und Gonzo definiert sie
- Vignette: Analog zum Episodenfilm reihen Vignettes Sexszenen ohne gemeinsame Handlung aneinander, die aber durch ein übergeordnetes Thema verbunden sind. Dabei kann es sich um visuelle oder thematische Elemente handeln, die durchgehende Anwesenheit eines Darstellers oder der Fokus auf eine spezifische Sexpraktik.
- Clips: Vignetten oder Gonzo-Formate füllten in der VHS-Zeit eine Cassette, die zunehmende digitale Verbreitung von Pornografie im Internet machte diese Aggregierung überflüssig. Die dominante Vertriebsform von Pornografie als „Web-based Content“ verlagerte die Produktion hin zum Format der einzelnen Clips sowie (teils interaktiven)-Live-Formaten, die auch aufgezeichnet werden können.

Weitere relevante Genres sind
- Zeichentrickfilme: Vor allem in Japan hat sich eine eigene Industrie für pornografische Trickfilme entwickelt. Außerhalb Japans werden Comics und Animationen im Manga- bzw. Anime-Stil, in denen sexuelle Handlungen dargestellt werden, als Hentai (japanisch für „Transformation“ bzw. „Abweichung“) bezeichnet. Hentai reicht von Softsex-Darstellungen bis zu sehr brutaler, harter Pornografie. Seit den späten 2010ern wird die steigende Popularität von Hentai-Filmen auch auf den großen westlichen Pornplattformen beobachtet, das Ausmaß des Wachstums ist jedoch schwer zu beziffern, da keine älteren Untersuchungen zum Thema existieren.[28]
- Artcore: Filme, die man eigentlich auch durchaus den Vignettes bis hin zu den Features zurechnen könnte. Sie zeichnen sich jedoch durch besonderes Augenmerk auf Kameraführung, besondere Schnitttechniken, Verwendung von Zeitlupe und Farbverfremdungen aus. Die markantesten Vertreter dieses Genres sind Andrew Blake, Michael Ninn, Christophe Mourthe und Philip Mond.

## Sub-Genres
Sub-Genres im pornographischen Film bzw. Videoclip haben sich insbesondere durch das Aufkommen der Online-Pornportale stark ausdifferenziert. Statt wenigen, statischen Analogien zu Filmgenres, der sexuellen Orientierung (Gay, Lesbian etc.) oder Fetischinteressen (BDSM, Bondage …) bilden gängige Überkategorien der Plattformen gezeigte Praktiken sowie Attribute der Darsteller ab (Lesbian, Japanese, MILF, Ebony, Hentai, Anal, Mature, Threesome …). Während eine Reihe solcher Überkategorien in der Regel vom Portal vorgegeben sind, können Contentersteller und/oder Konsumierende Inhalte mit weiteren, granulareren Bezeichnungen versehen. Granularer ergeben sich zahlreiche Unterkategorien, die auch Nischen- und Fetischinteressen fast beliebig detailliert abbilden.
Auch hier werden Praktiken und Attribute gemischt, hinzu kommen Genre- und weitere Kategorienbezeichnungen. Mazières et al. beobachten allgemeine Attribute der Darstellenden (wie „blonde“, „gothic“, „mature“, „midget“) ebenso wie sexuell konnotierte Attribute („big boobs“), Praktiken („anal“, „group sex“ …) bis hin zu Nationalitäten („german“, „russian“, „japanese“) und Settings („beach“, „voyeur“ …). Sie konstatieren einmal eine starke Fokussierung auf wenige Hauptbegriffe, die einen sehr großen Anteil der angebotenen Clips abbilden („amateur“, „blowjob“ …) sowie eine zusätzliche, stark ausdifferenzierte Nischenbildung, die immer spezifischere Interessen/Darstellungen abbilden und auffindbar machen kann.
Diese von Produzierenden und Nutzern geleistete Kategorisierung wird von den Plattformbetreibern direkt und indirekt genutzt: häufig gewählte Kategorien werden prominenter platziert und häufig gesuchte Begriffe als Kategorie angelegt. Statt einer überschaubaren Zahl an statischen „Sub-Genres“ hat sich so inzwischen eine dynamische Kategorisierung von Pornovideos und -Clips gebildet, die sich zum einen permanent verändert sowie teils starke geographische Unterschiede aufweist.

## Feministische Pornofilme
Ab den 1970er Jahren begann während der Sex Wars in den USA eine Debatte über die Möglichkeit feministischer Pornografie. Mit Femme von Candida Royalle erschien 1984 der erste als feministisch geltende Pornofilm. Er gründete sich auf Ideen des Club 90 (einem Kollektiv von Sexarbeitenden), die Royalle zu ihrer Vision einer „positiven sexuellen Rollenmodellierung“ („positive sexual role modeling“) verarbeitete. Im gleichen Jahr startete Nina Hartley eine Reihe von Filmen zur Sexualaufklärung ein, die sich explizit an Paare richtete. Wosik stellt eine Schnittmenge zwischen Pornos für Paare oder Frauen bzw. dem „female-friendly“-Genre sowie von Frauen produziertem Porno („women-made porn“) fest, letzteres werde jedoch als politisierter und aktivistischer wahrgenommen.
In den 1990er Jahren begannen auch große Filmstudios wie Vivid, VCA Pictures und Wicked Pictures mit der Produktion von Pornofilmen, die sich an Paare richteten und Royalles Vision aufgriffen und umsetzten.
In Europa wurden in den 1980er Jahren explizite Szenen von feministischen Filmemacherinnen wie Monika Treut (Verführung: Die grausame Frau, 1985) gedreht. 1998 erschien das Puzzy Power Manifesto der dänischen Pornofilm-Firma Zentropa, welches als Richtlinie für die pornographischen Filme Pink Prison und All About Anna entwickelt wurde. Weitere Filme folgten, in denen zumeist auch auf die üblichen ausführlichen Nahaufnahmen der Geschlechtsorgane verzichtet wird und speziell die so genannten Facial-Szenen fast völlig fehlen.
Festivals wie PorYes (seit 2009), Porn Film Festival Vienna (seit 2018) und das Pornfilmfestival Berlin zeigen regelmäßig Filme des Genres und dienen als diskursive Plattformen der feministischen Pornoszene. Der kanadische Feminist Porn Award zeichnet seit 2006 herausragende Produktionen aus.

## Kommerzielle Aspekte
Verlässliche Zahlen über die Größe des Markts für pornografische Filme sind schwer zu ermitteln. Die Anti-Pornografie-Aktivistin Gail Dines bezifferte den weltweiten Pornografiemarkt 2006 mit einem Volumen von um 96 Mrd. Dollar (davon ca. 13 Milliarden in den USA), ohne Quellen zu nennen. 2015 beschreibt Tarrant die Schwierigkeiten, konkrete Umsatzzahlen zu ermitteln und führt verschiedene Recherchen an: CNBC nannten ca. 14 Milliarden, die Recherchen von MSNBC ergaben hingegen Umsätze „zwischen 5 und 12 Milliarden“.  2018 wurden für die US-Industrie Zahlen zwischen 6 und 15 Milliarden genannt.
Aktuellere Zahlen von Marktforschungsunternehmen kommen auf weitaus höhere Werte. So nennt TMR ein weltweites Marktvolumen von ca. 287 Mrd. Dollar, inbegriffen sind dabei indessen auch „Offline“-Kategorien wie Stripclubs. Ob genauere Zahlen überhaupt zu ermitteln sind, ist umstritten, unter anderem auch durch die unterschiedlichen Definitionen von Pornografie je nach Kulturkreis und Gesetzgebung.
Die globale pornografische Filmindustrie wird von den Vereinigten Staaten dominiert, wobei das San Fernando Valley in Los Angeles, das Zentrum der Branche ist. Zwischenzeitlich brach dort die Produktion aufgrund einer ab 2012 gesetzlich vorgeschriebenen Kondompflicht bei Dreharbeiten ein. Zahlreiche Akteure verlagerten die Produktion nach Las Vegas und andere Städte. Das Gesetz wurde 2016 wieder aufgehoben.

## Gesundheitliche Aspekte in der Pornobranche
In Pornos werden heterosexuelle Praktiken meist ohne Kondome durchgeführt. In Schwulenpornos hingegen ist der Gebrauch von Kondomen beim Analverkehr inzwischen die Regel; ungeschützten Verkehr bezeichnet man in diesem Zusammenhang als barebacking (engl. für „ohne Sattel“). Insgesamt verwendeten nach einer Studie der Adult Industry Medical Health Care Foundation um das Jahr 2000 nur etwa 17 Prozent der Pornodarsteller Kondome.
Zwar sind in der Pornobranche regelmäßige HIV-Tests üblich. Die Tests sind verpflichtend, werden aber nicht unbedingt vor jeder neuen Produktion kontrolliert. Somit haben die Darsteller ein erhöhtes Risiko, sich mit HIV oder anderen Krankheiten wie Hepatitis B, Gonorrhoe, Syphilis oder Chlamydien anzustecken.
Nachdem im Jahr 2004 die Infektion zweier Pornodarsteller in den USA bekannt wurde, erwog das kalifornische Gesundheitsministerium die Einführung einer Kondompflicht für Pornoproduktionen. Die Filmproduzenten reagierten, indem sie auf PCR-Tests wechselten. Diese senken die Nachweisschwelle auf ca. eine Woche nach einer Infektion, sind aber gegenüber den Antikörper-basierten Tests wie Western Blot erheblich teurer.

## Urheberrecht
Im Juni 2013 urteilte das Landgericht München I, dass Pornofilme in Deutschland nicht urheberrechtlich geschützt sind, wenn sie „lediglich sexuelle Vorgänge in primitiver Weise“ zeigen und es daher „an einer persönlichen geistigen Schöpfung“ fehlt. Eine US-amerikanische Porno-Produktionsfirma wollte vom Provider die IP-Adressen von zwei Nutzern, die zwei Filme heruntergeladen haben sollen. Andere Gerichte hatten in früheren Urteilen die erforderliche Schöpfungshöhe, auch bei Pornofilmen ohne sonstige Handlung bejaht.